# Ro'i
Ro'i (hebrejsky רוֹעִ"י nebo רועי, podle biblického citátu z Knihy Izajáš 38,12, zároveň akronym Ramat Uzi Jairi - doslova „Výšina Uziho Jairiho“ – עוזי יאירי – podle důstojníka izraelské armády, který byl zabit ve službě, v oficiálním přepisu do angličtiny Ro'i) je vesnice typu mošav a izraelská osada na Západním břehu Jordánu v distriktu Judea a Samaří a v Oblastní radě Bik'at ha-Jarden.

## Dějiny
Ro'i leží na Západním břehu Jordánu, jehož osidlování bylo zahájeno Izraelem po jeho dobytí izraelskou armádou, tedy po roce 1967. Jordánské údolí patřilo mezi oblasti, kde došlo k zakládání izraelských osad nejdříve. Takzvaný Alonův plán totiž předpokládal jeho cílené osidlování a anexi.
Vesnice byla založena roku 1976, konkrétně v březnu 1976, kdy zde byla zřízena osada typu nachal, tedy kombinace vojenského a civilního sídla nazývaná Nachal Ro'i. 21. května 1978 rozhodla izraelská vláda, že ji promění na ryze civilní osadu. K tomu došlo již v červenci 1978.
Platný územní plán obce předpokládá výhledovou kapacitu výstavby až 169 bytových jednotek. Z nich zatím bylo postaveno cca 90. Počátkem 21. století nebyla osada stejně jako celý region Oblastní rady Bik'at ha-Jarden zahrnuta do projektu Izraelské bezpečnostní bariéry. Izrael si od konce 60. let 20. století v intencích Alonova plánu hodlal celý pás Jordánského údolí trvale ponechat. Budoucnost vesnice závisí na parametrech případné mírové dohody mezi Izraelem a Palestinci. Během druhé intifády nedošlo v obci stejně jako v celé oblasti Jordánského údolí k vážnějším teroristickým útokům.
V červenci 2014 byla v Ro'i slavnostně otevřena tamní první synagoga.

## Geografie
Nachází se v nadmořské výšce 30 metrů v střední části Jordánského údolí, cca 43 kilometrů severně od centra Jericha, cca 57 kilometrů severovýchodně od historického jádra Jeruzalému a cca 70 kilometrů severovýchodně od centra Tel Avivu.
Na dopravní síť Západního břehu Jordánu je mošav napojen pomocí místní silnice číslo 578, která je součástí takzvané Alonovy silnice, významné severojižní dopravní osy vedoucí podél západního okraje Jordánského údolí. Ro'i leží cca 7 kilometrů od řeky Jordán, která zároveň tvoří mezinárodní hranici mezi Izraelem kontrolovaným Západním břehem Jordánu a Jordánským královstvím.
Vesnice je součástí územně souvislého pásu izraelských zemědělských osad, které se táhnou podél Alonovy silnice. Severně od ní se nachází navíc velká základna izraelské armády. Na západě od vesnice se z příkopové propadliny Jordánského údolí zvedá prudký hřbet hornatiny Samařska.

## Demografie
Obyvatelstvo v Ro'i je v databázi rady Ješa popisováno jako nábožensky založené. Deník Aruc ševa sídlo naproti tomu označuje jako sekulární. Podle údajů z roku 2014 tvořili naprostou většinu obyvatel Židé (včetně statistické kategorie "ostatní", která zahrnuje nearabské obyvatele židovského původu ale bez formální příslušnosti k židovskému náboženství).
Jde o menší obec vesnického typu s dlouhodobě stagnující či klesající populací. K 31. prosinci 2014 zde žilo 153 lidí. Během roku 2014 registrovaná populace stoupla o 3,4 %.
| Rok            | 1983 | 1993 | 1994 | 1995 | 1996 | 1997 | 1998 | 1999 | 2000 |
| -------------- | ---- | ---- | ---- | ---- | ---- | ---- | ---- | ---- | ---- |
| Počet obyvatel | 102  | 152  | 158  | 163  | 115  | 127  | 127  | 133  | 141  |

| Rok            | 2001 | 2002 | 2003 | 2004 | 2005 | 2006 | 2007 | 2008 | 2009 | 2010 | 2011 | 2012 | 2013 | 2014 |
| -------------- | ---- | ---- | ---- | ---- | ---- | ---- | ---- | ---- | ---- | ---- | ---- | ---- | ---- | ---- |
| Počet obyvatel | 131  | 122  | 118  | 115  | 117  | 128  | 126  | 122  | 150  | 156  | 154  | 154  | 148  | 153  |